# Großenlüder
Großenlüder é um município da Alemanha, situado no distrito de Fulda, no estado de Hesse. Tem 73,92 km² de área, e sua população em 2019 foi estimada em 8.508 habitantes.